# 545 (szám)
Az 545 (római számmal: DXLV) egy természetes szám, félprím, az 5 és a 109 szorzata.

## A szám a matematikában
A tízes számrendszerbeli 545-ös a kettes számrendszerben 1000100001, a nyolcas számrendszerben 1041, a tizenhatos számrendszerben 221 alakban írható fel.
Az 545 páratlan szám, összetett szám, azon belül félprím, kanonikus alakban az 51 · 1091 szorzattal, normálalakban az 5,45 · 102 szorzattal írható fel. Négy osztója van a természetes számok halmazán, ezek növekvő sorrendben: 1, 5, 109 és 545.
Az 545 négyzete 297 025, köbe 161 878 625, négyzetgyöke 23,34524, köbgyöke 8,16831, reciproka 0,0018349. Az 545 egység sugarú kör kerülete 3424,33599 egység, területe 933 131,55793 területegység; az 545 egység sugarú gömb térfogata 678 075 598,8 térfogategység.